# Liste des œuvres publiques de Prague
Cet article recense les œuvres d'art dans l'espace public du Prague, en République tchèque.

## Liste
La ville comporte de nombreuses statues, représentant principalement des anges, animaux, compositeurs, politiciens, scientifiques, soldats, saints chrétiens, femmes, travailleurs et écrivains. Elle comporte également des monuments aux morts et des fontaines.
| Œuvre                              | Auteur               | Localisation                     | Notes                                                                                                 | Installation | Coordonnées                       | Illustration     |
| ---------------------------------- | -------------------- | -------------------------------- | --- | ------------ | --------------------------------- | ---------------- |
| Statue équestre de saint Venceslas | Josef Václav Myslbek | Place Venceslas                  | Statue équestre                                                                                       | 1912         | 50° 04′ 47″ nord, 14° 25′ 47″ est | Statue Venceslas |
| Métronome (Prague)                 | Vratislav Karl Novák | parc de Letná                    | Érigé en lieu et place du Monument à Staline.                                                         | 1991         | 50° 05′ 41″ nord, 14° 25′ 00″ est | Métronome        |
| Statue de Franz Kafka              | Jaroslav Róna        | quartier de Josefov              | Statue en bronze représentant Franz Kafka, d'un poids de 800 kg et d'une hauteur de 3,75 m            | 2003         | 50° 05′ 24″ nord, 14° 25′ 15″ est | Statue Kafka     |
| Threshold                          | James Hopkins        | Florentinum, Na Florenci 2116/15 | Une seule sculpture, en fonction du profil où on la regarde, prend la forme d'un 1, d'un 2 ou d'un 3, | 2014         | 50° 05′ 22″ nord, 14° 26′ 07″ est | 1 2 3            |